# 28874 Michaelchen
28874 Michaelchen è un asteroide della fascia principale. Scoperto nel 2000, presenta un'orbita caratterizzata da un semiasse maggiore pari a 2,4285697 UA e da un'eccentricità di 0,1554164, inclinata di 1,83061° rispetto all'eclittica.